# Стодоличи
Стодоличи (бел. Стадолічы) — агрогородок, центр Стодоличского сельсовета Лельчицкого района Гомельской области Беларуси.
Неподалёку расположено месторождение железняка.

## География

### Расположение
В 12 км на юго-восток от Лельчиц, 63 км от железнодорожной станции Ельск (на линии Калинковичи — Овруч), в 229 км от Гомеля.

## Транспортная сеть
Автодорога связывает агрогородок с Лельчицами. Планировка состоит из длинной, криволинейной улицы, ориентированной с юго-востока на северо-запад, к которой присоединяются с юго-запада короткие улицы. На юге — бессистемная застройка. Строения кирпичные и деревянные, поставленный двусторонне, усадебного типа.

## История
Согласно письменным источникам известна с XVI века как деревня в Мозырском повете Минского воеводства Великого княжества Литовского, собственность церкви. После 2-го раздела Речи Посполитой (1793 год) в составе Российской империи. В 1864 году открыто народное училище. В 1866 году работала церковь. Входила в состав поместья, которым в 1874 году владел помещик Болотов. Согласно переписи 1897 года велась разработка и продажа леса. В 1908 году в Буйновичской волости Мозырского уезда Минской губернии. Параллельно с народным училищем действовала церковно-приходская школа, которая размещалась в наёмном крестьянском доме.
С 20 августа 1924 года центр Стодоличского сельсовета Лельчицкого, с 25 декабря 1962 года Мозырского, с 6 января 1965 года Лельчицкого районов Мозырского (до 26 июля 1930 года и с 21 июня 1935 года по 20 февраля 1938 года) округа, с 20 февраля 1938 года Полесской, с 8 января 1954 года Гомельской областей.
В 1929 году организован колхоз «XV съезд ВКП(б)Б», работали паровая мельница и кузница. Во время Великой Отечественной войны в июле 1943 года оккупанты сожгли деревню и убили 58 жителей. В память 176 жителей деревень Стодоличи, Забродье и Ручное, которые погибли на фронтах и в партизанской борьбе, на западной окраине в 1967 году установлен обелиск. Согласно переписи 1959 года центр колхоза «Путь Ильича». Расположены лесничество, швейная мастерская, средняя школа, Дом культуры, библиотека, детский сад, фельдшерско-акушерский пункт, ветеринарный участок, отделение связи, 3 магазина.

## Население

### Численность
- 2015 год — 382 хозяйства, 640 жителей.

### Динамика
- 1795 год — 46 дворов.
- 1866 год — 54 двора, 349 жителей.
- 1885 год — 443 жителя.
- 1897 год — 99 дворов, 157 жителей (согласно переписи).
- 1908 год — 121 двор, 994 жителя.
- 1917 год — 1198 жителей.
- 1921 год — 247 дворов, 1294 жителя.
- 1940 год — 340 дворов.
- 1959 год — 1215 жителей (согласно переписи).
- 2004 год — 382 хозяйства, 847 жителей.

## Известные уроженцы
- В. В. Шур — белорусский учёный, доктор филологических наук[1].

- Г.О. Марчик — российский писатель, член Союза писателей СССР, журналист, издатель